# Übersee (Chiemgau)
Übersee ist eine Gemeinde im oberbayerischen Landkreis Traunstein und ein Luftkurort.

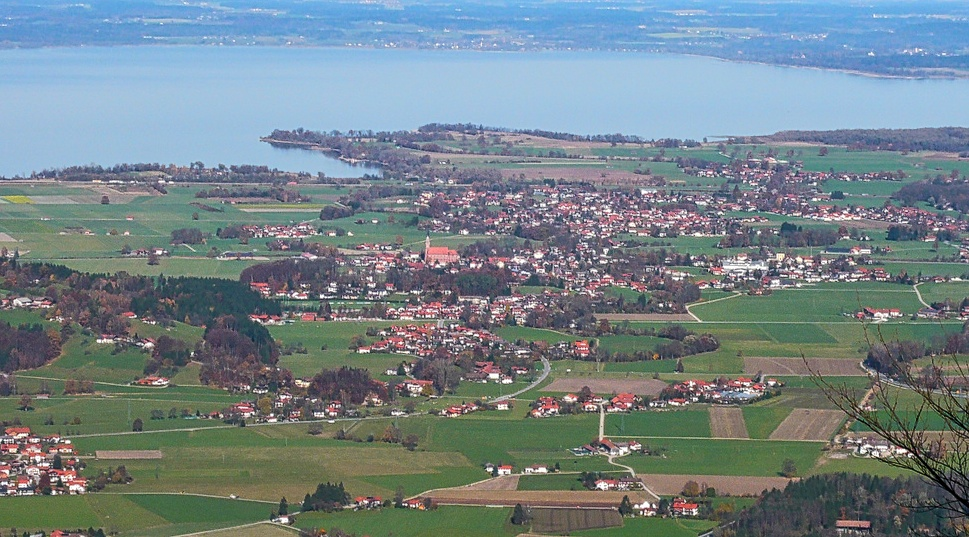
Übersee (Chiemgau)

## Geografie

### Geografische Lage
Übersee liegt im Chiemgau, speziell im Achental am Südufer des Chiemsees und damit auf dem Gebiet des Inn-Chiemsee-Gletschers. Durch Übersee hindurch fließt der Überseer Bach, der gleichermaßen wie die Tiroler Achen, die das Gebiet der Gemeinde im Osten begrenzt, in den Chiemsee mündet.
Auf dem Gemeindegebiet liegen die zwei Erhöhungen Westerbuchberg (603 m ü. NHN) und Osterbuchberg.

### Gemeindegliederung
Es gibt 36 Gemeindeteile (in Klammern ist der Siedlungstyp angegeben):
- Albern (Dorf)
- Almau (Kirchdorf)
- Almfischer (Dorf)
- Anger (Dorf)
- Angerling (Einöde)
- Aumühle (Weiler)
- Bachham (Dorf)
- Baumgarten (Dorf)
- Chiemseemoos (Siedlung)
- Damberg (Weiler)
- Engelstein (Einöde)
- Feldwies (Dorf)
- Frenthal (Einöde)
- Gassen (Dorf)
- Gießen (Weiler)
- Gries (Weiler)
- Gröben (Dorf)
- Heinrichwinkel (Siedlung)
- Heißanger (Weiler)
- Hinterbichl (Dorf)
- Hocherlach (Dorf)
- Luft (Dorf)
- Moosen (Dorf)
- Neuwies (Dorf)
- Reisermann (Einöde)
- Schließpoint (Weiler)
- Seethal (Dorf)
- Stegen (Weiler)
- Stegenhäuser (Dorf)
- Übersee (Pfarrdorf)
- Vorderbichl (Siedlung)
- Wasen (Weiler)
- Weidach (Einöde)
- Wessen (Einöde)
- Westerbuchberg (Kirchdorf)
- Windschnur (Weiler)

### Nachbargemeinden
Die benachbarten Gemeinden sind Bernau, Grassau, Staudach-Egerndach und Grabenstätt.

## Geschichte
In den Notitia Arnonis taucht der Name Übersee als „Ubersee“ erstmals um das Jahr 790 auf. Das Kloster St. Peter in Salzburg hatte früh das Obereigentum über einige Güter im Gemeindegebiet inne, wichtigster Grundherr war jedoch ab dem Spätmittelalter der bayerische Herzog, der Mitte des 13. Jahrhunderts auch die Vogtei über weitere Salzburger Besitzungen im heutigen Gemeindegebiet erlangte. 1818 wurde Übersee auch eigene Pfarrei. Ab 1860 lag der Ort an der Eisenbahnstrecke Paris-München-Wien. Die teilweise aus dem 13. Jahrhundert stammende Kirche wich 1902 einer neugotischen.
Übersee war über die Jahrhunderte hinweg überwiegend von der Landwirtschaft geprägt, bis in der Nachkriegszeit der Tourismus einsetzte, der das Dorf aufleben ließ. In der Vergangenheit war Übersee regelmäßig von Überschwemmungen der Tiroler Ache heimgesucht, bis in den 1930er Jahren der Fluss mit dem Bau eines Dammes gebändigt wurde. Es sind bis heute Reste von zeitweiligen Flussbetten inmitten von Übersee sichtbar.

### Einwohnerentwicklung
Zwischen 1988 und 2018 wuchs die Gemeinde von 3795 auf 5026 um 1231 Einwohner bzw. um 32,4 %.

## Politik

### Gemeinderat
Die Kommunalwahlen seit 2002 führten zu folgenden Sitzverteilungen im Gemeinderat:
| Partei/Liste                         | Sitze | Sitze | Sitze | Sitze |
| Partei/Liste                         | 2020  | 2014  | 2008  | 2002  |
| CSU                                  | 5     | 6     | 6     | 6     |
| SPD                                  | –     | 1     | 3     | 4     |
| GRÜNE                                | 4     | 2     | 1     | 1     |
| BP                                   | 1     | 1     | 1     | 2     |
| Freie Bürgerliste                    | 4     | 4     | 5     | 3     |
| Gemeinsam für Übersee (GfÜ)          | 6     | –     | –     | –     |
| Aktive Demokratie für Übersee (ADfÜ) | –     | 2     | –     | –     |
| Gesamt                               | 20    | 16    | 16    | 16    |

### Bürgermeister
Zum 1. Mai 2020 wurde Eberhard Bauerdick (GfÜ) als Nachfolger von Marc Nitschke (CSU) erster Bürgermeister von Übersee. In einer Stichwahl am 29. März 2020 konnte sich Bauerdick mit 51,57 % der gültigen Stimmen gegen Nitschke durchsetzen. Nitschke war seit 2008 für zwei Wahlperioden im Amt. Zweite Bürgermeisterin wurde Margarete Winnichner (B90/die Grünen), dritter Bürgermeister Herbert Strauch (FBL).
Im Herbst 2020 legte Bauerdick überraschend sein Amt nieder. Deshalb fanden am 18. April 2021 Neuwahlen statt, welche aufgrund der Covid-19-Pandemie nur als Briefwahl abgehalten wurden. In das Amt gewählt wurde der bisherige dritte Bürgermeister Herbert Strauch (FBL) mit 51,55 % der Stimmen, Gegenkandidatin Brigitte Stahl (CSU) kam final auf 48,45 %.

### Wappen
| | Blasonierung: „In Silber über einem blauen Wellenfuß ein blauer Anker gekreuzt mit einem roten Schlüssel.“ |
| Wappenbegründung: Die Farben Silber und Rot sowie der Schlüssel geben einen Hinweis auf die Besitzungen der Erzabtei Stift Sankt Peter zu Salzburg in Übersee. Silber und Blau stehen für die Verbindung zum Herzogtum Bayern und den Wittelsbachern. Der Wellenfuß weist auf die Lage der Gemeinde am Chiemsee hin und der Anker auf den Heiligen Nikolaus, Patron der Schiffer. | |

### Gemeindepartnerschaften
Partnergemeinde ist Monte San Biagio in der italienischen Region Latium.

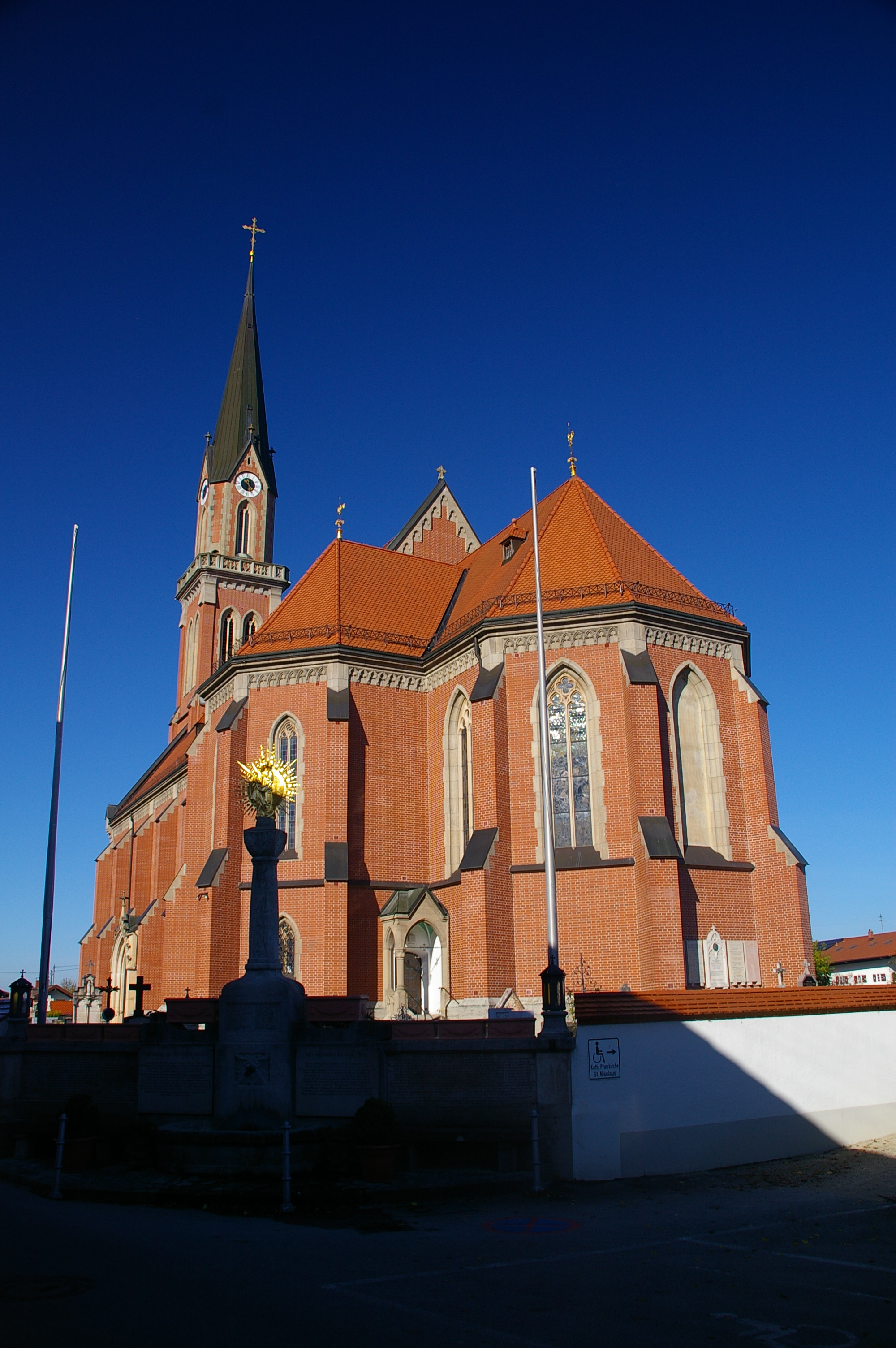
Kirche St. Nikolaus

## Kultur und Sehenswürdigkeiten

### Baudenkmäler
- Kirche St. Nikolaus: Die 1904 fertiggestellte römisch-katholische Kirche St. Nikolaus wurde nach Plänen des Münchner Architekten Joseph Elsner im neugotischen Stil errichtet. Sie wird auch als Achentaler Dom bezeichnet.
- Kirche St. Peter und Paul: auf dem Westerbuchberg, mit freigelegten Fresken aus dem 14. und 15. Jahrhundert

### Veranstaltungen

#### „Chiemsee Summer“
Das Musikfestival „Chiemsee Summer“ (ehemals Chiemsee Reggae Summer) fand von 1995 bis 2017 in Übersee statt und zählte in Spitzenjahren knapp 40.000 Zuschauer. Nach einem heftigen Gewitter musste das Festival 2017 vorzeitig abgebrochen werden. Nach einem zunächst temporären Aussetzen des Festivals 2018 konnte dieses auch in den Folgejahren nicht mehr stattfinden, Grund dafür sind ein fehlendes Konzept mit künstlerischer und ökonomischer Tragfähigkeit.
Eine Neuauflage des Festivals wurde 2025 offiziell beschlossen und wird Voraussicht im Sommer 2026 durchgeführt.

#### Alm Wiesn
Die „Alm Wiesn“ fand 2019 zum ersten Mal in Übersee statt. Vertreten waren verschiedene Künstler aus der Volks- und Blasmusik.

#### Feste lokaler Vereine
In Übersee ansässige Vereine und Institutionen veranstalten im Jahresrhythmus eigene Vereinsfeste, die sich großer Beliebtheit erfreuen. Dazu gehören:
- Das Fischerfest des lokalen Fischereivereins im Ortsteil Feldwies
- Das Campingfest des Campingplatzes Übersee/Feldwies vom Trachtenverein Feldwies
- Das Wasserwachtsfest der Feldwieser Wasserwacht
- Das Weinfest der Freiwilligen Feuerwehr Übersee
- Das Überseer Dorffest, organisiert u. a. vom Trachtenverein Übersee

### Sonstiges
- Exter Kunsthaus: Das ehemalige Atelier des Malers Julius Exter in Feldwies wird heute als Galerie mit wechselnden Ausstellungen betrieben.
- LaBrassBanda: LaBrassBanda ist eine von Stefan Dettl in Übersee gegründete Gruppe der Neuen Volksmusik.
- Überseer Theaterverein: der ortsansässige Theaterverein führt in regelmäßigen Abständen Komödien und Lustspiele im Gasthaus D’Feldwies auf. Im Jahr 2021 feiert er sein 90-jähriges Bestehen.
- Trachtenvereine: In Übersee gibt es zwei Trachtenvereine, Übersee und Feldwies. Beide Vereine arbeiten eng zusammen und organisieren gemeinsame Feste und Feiern.

## Wirtschaft
Bedingt durch die Lage inmitten von See, Bergen und Mooren spielt der Fremdenverkehr eine wichtige Rolle. Viele Bewohner vermieten Fremdenzimmer oder Ferienwohnungen, was seinen Ursprung in der „Sommerfrischler“-Kultur der Nachkriegszeit hat. Mit der zunehmenden Erschließung des Seeufers (siehe unten) nahm auch die Anzahl der Tagestouristen zu.
Während die ehemals prägende Landwirtschaft an Bedeutung verliert, entwickelt sich Übersee mehr und mehr zu einem Standort für mittelständische Betriebe und Firmen, für die zunehmend Gewerbegebiete erweitert und neu ausgewiesen werden. Auch eine Luftfahrtfirma hat sich dort eingefunden. Der Bedeutungsverlust in der Landwirtschaft ist besonders im Sektor der Viehwirtschaft beobachtbar.
Im Gemeindeteil Feldwies direkt am Chiemsee befinden sich eine Marina sowie mehrere gastronomische Betriebe, darunter das Hotel Chiemgauhof und das Strandbad Übersee. Durch den stetigen Ausbau der Uferpromenade ist Übersee zu einem beliebten Ziel für Tagestouristen aus den Regionen München und Salzburg geworden.
Ebenso verfügt Übersee über den größten, direkt am Chiemsee gelegenen Campingplatz sowie den einzigen FKK-Badestrand am Chiemsee.

## Verkehr
Die Autobahn A8 führt durch das nördliche Gemeindegebiet im Ortsteil Feldwies. Die Gemeinde wird außerdem östlich tangiert von der St2096 zwischen Grabenstätt und Grassau.
Außerdem bietet der Bahnhof Übersee Anschluss an den Nahverkehr der Bayerischen Oberlandbahn zwischen München bzw. Rosenheim und Salzburg sowie den Fernverkehr der Deutschen Bahn zwischen Berchtesgaden und Hamburg.
Von 1884 bis 1968 (Personenverkehr) bzw. 1992 (Güterverkehr) bestand eine Nebenbahn nach Marquartstein.
Eine Buslinie (9509) verbindet Übersee mit umliegenden Gemeinden und den Skiorten Reit im Winkl und Kössen. In der Skisaison besteht auch ein Anschluss an das Skigebiet Winklmoos-Alm/Steinplatte.
Die Chiemseeschiffahrt betreibt einen Linienverkehr von Übersee/Feldwies nach Herren- bzw. Frauenchiemsee.

## Persönlichkeiten

### Söhne und Töchter der Gemeinde
- Centa Hafenbrädl (1894–1973), Politikerin, in Übersee geborene Stadträtin Münchens
- Georg Einerdinger (1941–2015), Bayerischer Volksschauspieler
- Klaus Steiner (* 1953), Politiker, in Übersee geborener Landtagsabgeordneter
- Carsten Lewerentz (* 1959), Bildhauer
- Christian Ehrig (* 1964), Journalist, in Übersee geborener Korrespondent und Moderator
- Andreas Magerl (* 1971), Journalist und Publisher, lebt und arbeitet in Übersee
- Franzi Kreis (* 1991), deutsch-österreichische Fotografin, Zeichnerin und Filmemacherin

### Mit der Gemeinde verbundene Persönlichkeiten
- Kurt Biedenkopf (1930–2021), ehem. Sächsischer Ministerpräsident, lebte in Übersee
- Detlef Bernd Blettenberg (* 1949), Schriftsteller, lebt und arbeitet in Übersee und Berlin
- Walter L. Brendel (1923–2013), Maler, lebte und arbeitete in der Feldwies
- Helmuth Domizlaff (1902–1983), Antiquar, lebte in Übersee
- Julius Exter (1863–1939), Maler, lebte und arbeitete in Übersee
- Franz Sales Gebhardt-Westerbuchberg (1895–1969), Maler, wirkte im Chiemgau
- Fritz Harnest (1905–1999), Maler, lebte und arbeitete in Übersee
- Mutz Harnest (1902–1991), Künstlerin, lebte und arbeitete in Übersee
- Heinz Imdahl (1924–2012), Opernsänger und bayerischer Kammersänger in der Stimmlage Bariton, lebte und besaß einen Gastronomiebetrieb in Übersee
- Walter Lederer (1923–2003), Maler, lebte und arbeitete in Übersee